# Brawurowe porwanie
Brawurowe porwanie lub Ucieczka z otchłani (ang. Breakout) – film przygodowy z 1975 roku, w reżyserii Toma Griesa. W filmie wystąpili Charles Bronson, Jill Ireland, Robert Duvall, John Huston i Randy Quaid.

## Opis fabuły
Niesłusznie oskarżony Jay Wagner (Robert Duvall), zostaje wysłany do więzienia w Meksyku. Jego żona, Ann próbuje wydostać osadzonego z niewoli. Zwraca się o pomoc do pilota Nicka Coltona (Charles Bronson). Colton jest chętny służyć pomocą. Jednak ludzie, którzy wrobili skazanego zrobią wszystko, by udaremnić uwolnienie.

## Obsada
- Charles Bronson – Nick Colton
- Robert Duvall – Jay Wagner
- Jill Ireland – Ann Wagner
- John Huston – Harris Wagner
- Randy Quaid – Hawk Hawkins
- Sheree North – Myrna
- Emilio Fernández – J.V.
- Dan Frazer – agent celny USA (niewymieniony w czołówce)

## Produkcja
Film został zainspirowany faktycznymi wydarzeniami. Pilot, Vasilios Basil Choulos, helikopterem przyleciał do Meksyku, w okolice więzienia, pomagając więźniowi w brawurowej ucieczce. Skazany, Joel David Kaplan, odbywający 28-letni wyrok twierdził, że został oskarżony bezpodstawnie.